# Rufferi
Rufferi er at tilskynde til utugt i forbindelse med bordelvirksomhed.
Rufferi består normalt i at udleje værelser til prostitution til for høje priser, eller at kræve beskyttelsespenge eller "fliseleje" fra gadeprostituerede for ikke at sende et tæskehold efter dem. Definitionen i straffeloven er dog meget løst defineret, og betegnelsen "kønslig usædelighed" er blevet kritiseret af flere.

## I Danmark
Rufferi er ulovligt i Danmark.
Straffeloven
§ 233. Den, der driver virksomhed med, at en anden mod betaling eller løfte om betaling har seksuelt forhold til en kunde, straffes for rufferi med fængsel indtil 4 år.
Stk. 2. Den, der i øvrigt udnytter, at en anden erhvervsmæssigt mod betaling eller løfte om betaling har seksuelt forhold til en kunde, straffes med bøde eller fængsel indtil 3 år. Det samme gælder den, der fremmer, at en anden mod betaling eller løfte om betaling har seksuelt forhold til en kunde, ved for vindings skyld eller i oftere gentagne tilfælde at optræde som mellemmand.
Stk. 3. Den, der udlejer værelse i hotel til brug for, at en anden erhvervsmæssigt mod betaling eller løfte om betaling har seksuelt forhold til en kunde, straffes med bøde eller fængsel indtil 1 år.